# 1989 no Brasil
Esta é uma cronologia dos fatos acontecimentos de ano 1989 no Brasil.

## Incumbente
- Presidente do Brasil - José Sarney (15 de março de 1985 - 15 de março de 1990)

## Eventos
- 15 de janeiro: O Ministro da Fazenda Maílson da Nóbrega lança o Plano Verão e uma nova moeda no país, o cruzado novo (NCz$), que equivale mil cruzados.[1]
- 8 de fevereiro: Imperatriz Leopoldinense conquista o título do Carnaval do Rio de Janeiro pela terceira vez.[2]
- 19 de fevereiro: Esporte Clube Bahia conquista o título do Campeonato Brasileiro de Futebol de 1988.[3]
- 18 de março: Em São Paulo é inaugurado o Memorial da América Latina, um projeto arquitetônico de Oscar Niemeyer com o conceito e o projeto cultural desenvolvido pelo antropólogo Darcy Ribeiro.[4]
- 8 de maio: O secretário-geral do Itamaraty, Paulo Tarso Flecha de Lima, assina na embaixada vietnamita em Havana, Cuba, um documento, que estabelece as relações diplomáticas com o Vietnã.[5]
- 20 de maio: Palmas, capital do estado de Tocantins, é fundada.[6]
- 16 de julho: Seleção Brasileira vence o Uruguai por 1-0 e conquista o título da Copa América, o primeiro campeonato vencido pelo Brasil desde a Copa do Mundo FIFA de 1970.[carece de fontes?]
- 2 de agosto: Morre aos 76 anos o cantor Luiz Gonzaga, o rei do baião, vítima de uma parada cardiorrespiratória.[7]
- 2 de setembro: Grêmio Foot-Ball Porto Alegrense conquista o título da primeira edição da Copa do Brasil.[8]
- 3 de setembro: Um voo Varig 254, com seis tripulantes e 48 passageiros a bordo, cai na floresta amazônica, próximo a São José do Xingu, na Serra do Cachimbo, matando 13 pessoas.[9]
- 24 de setembro: O piloto Emerson Fittipaldi conquista o título de Fórmula Indy ao vencer o Grande Prêmio de Nazareth, na Pensilvânia, Estados Unidos.[10]
- 17 de outubro: Presidente José Sarney sanciona a lei do divórcio que reduz o prazo de separação.[11]
- 15 de novembro: São realizadas as primeiras eleições presidenciais diretas desde 1960.[12]
- 16 de novembro: Fernando Collor de Mello e Luiz Inácio Lula da Silva passam para o segundo turno da eleição presidencial.[13]
- 16 de dezembro: Vasco da Gama conquista o título do Campeonato Brasileiro de Futebol pela segunda vez.
- 17 de dezembro: Os sequestradores do empresário brasileiro Abilio Diniz entregam-se e o libertam na zona sul da cidade de São Paulo.[14]
- 17 de dezembro: Fernando Collor de Mello é eleito o 32° presidente do Brasil, derrotando Luiz Inácio Lula da Silva na eleição presidencial.[15]

## Nascimentos
- 12 de janeiro: Alan Kardec, futebolista.
- 18 de janeiro: Marcelo Demoliner, tenista.
- 19 de janeiro: Dentinho, futebolista.
- 3 de março: Arthur Aguiar, ator.
- 11 de maio: Danny Pink, Apresentadora Infantil
- 3 de setembro: Gusttavo Lima, cantor.
- 11 de setembro: Hugo Motta, político.
- 30 de dezembro: Letícia Colin, atriz.

## Mortes
- 6 de janeiro: Elisa Lispector, escritora (n. 24 de julho de 1911).
- 7 de junho: Paulo Leminski, poeta (n. 24 de agosto de 1944).
- 2 de agosto: Luiz Gonzaga, cantor e compositor considerado como o "Rei do Baião" (n. 13 de dezembro de 1912).
- 21 de agosto: Raul Seixas, cantor (n. 28 de junho de 1945).